# Kroučová
Obec Kroučová (německy Krautsch) se nachází v okrese Rakovník, kraj Středočeský, zhruba dvanáct kilometrů severovýchodně od Rakovníka a deset kilometrů severozápadně od Nového Strašecí. Žije zde 285 obyvatel.

## Historie

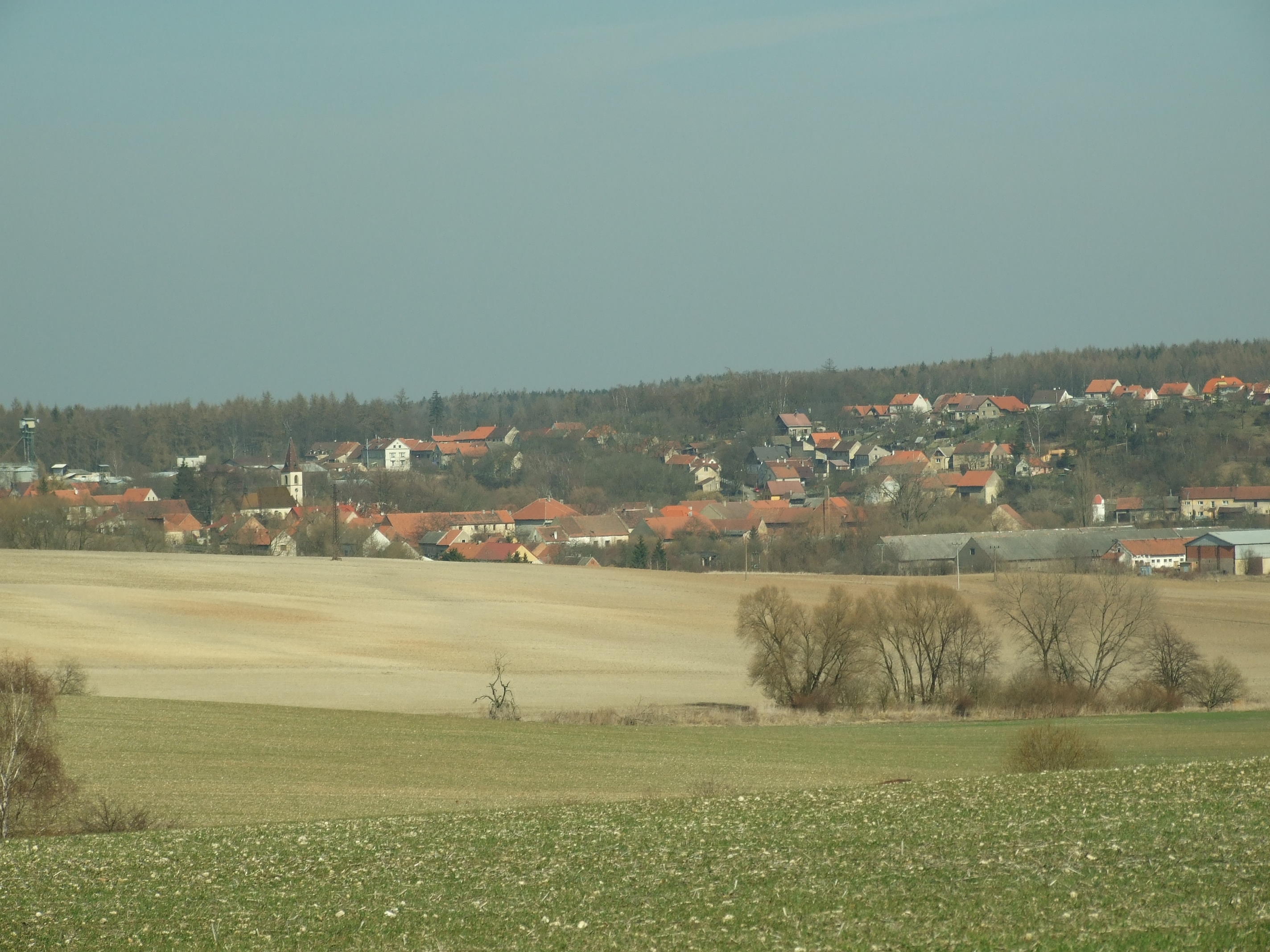
Obec Kroučová od jihu

První písemná zmínka o vesnici pochází z roku 1361.
V okolí vesnice se od devatenáctého století těžilo černé uhlí z kounovské sloje. Prvním větším dolem byl od roku 1894 Schwarzenberský Adolf Josef I., jehož hloubka přesáhla padesát metrů a odvodnění zajišťovala 1,3 kilometru dlouhá dědičná štola ústící do údolí Klášterského potoka. Štola využívala odvodňovací štoly staršího dolu Jan Adolf. V dole Adolf Josef I. se uhlí těžilo do roku 1923 a jeho areál využívá hasičský záchranný sbor.

### Územněsprávní začlenění
Dějiny územněsprávního začleňování zahrnují období od roku 1850 do současnosti. V chronologickém přehledu je uvedena územně administrativní příslušnost obce v roce, kdy ke změně došlo:
- 1850 země česká, kraj Praha, politický okres Rakovník, soudní okres Nové Strašecí[5]
- 1855 země česká, kraj Praha, soudní okres Nové Strašecí
- 1868 země česká, politický okres Slaný, soudní okres Nové Strašecí
- 1939 země česká, Oberlandrat Kladno, politický okres Slaný, soudní okres Nové Strašecí[6]
- 1942 země česká, Oberlandrat Praha, politický okres Slaný, soudní okres Nové Strašecí[7]
- 1945 země česká, správní okres Slaný, soudní okres Nové Strašecí[8]
- 1949 Pražský kraj, okres Nové Strašecí[9]
- 1960 Středočeský kraj, okres Rakovník
- 2003 Středočeský kraj, obec s rozšířenou působností Rakovník

### Rok 1932
V obci Kroučová (425 obyvatel) byly v roce 1932 evidovány tyto živnosti a obchody: autodoprava, obchod s dobytkem, Schwarzenberské uhelné doly, družstvo pro rozvod elektrické energie, 4 hostince, kovář, krejčí, obuvník, rolník, řezník, sedlář, 3 obchody se smíšeným zbožím, švadlena, 2 trafiky, 2 obchody s uhlím.

## Přírodní poměry

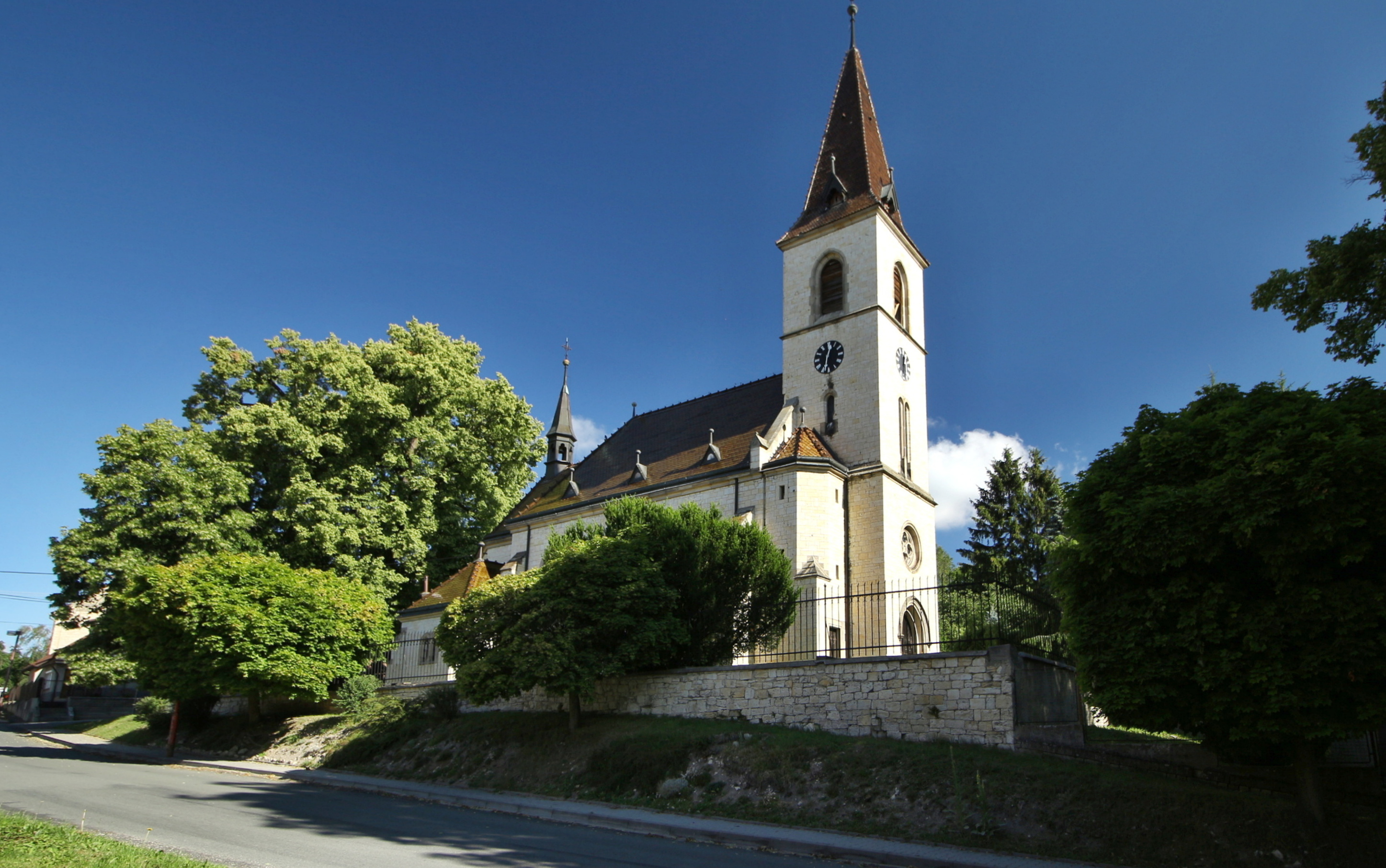
Kostel svaté Markéty v Kroučové

Obec se rozkládá na náhorní plošině Džbánu, přímo na rozvodí několika vodních toků, které pramení v její těsné blízkosti (byť žádný na jejím katastru): Jihozápadně Kroučové tak pramení Loděnice (Kačák), přítok Berounky, východně od obce se nachází zdroj Bakovského potoka, plynoucího do dolní Vltavy, a v severním sousedství vesnice začíná potok Smolnický, ústící do Ohře. Od severního okraji obce se severovýchodním směrem až k Žerotínu táhne rozsáhlé pásmo lesů, naopak na jižní straně se prostírá převážně zemědělská krajina.

## Pamětihodnosti
- Kostel svaté Markéty
- Vesnicí a jejím okolím vede naučná stezka Uhelná stezka.

## Doprava
Dopravní síť
- Pozemní komunikace – Do obce vedou silnice III. třídy. Ve vzdálenosti 3 km lze v Řevničově dojet na silnici I/6 Praha – Karlovy Vary a silnici I/16 Řevničov – Slaný – Mělník.
- Železnice – Železniční trať ani stanice na území obce nejsou.

Veřejná doprava 2011
- Autobusová doprava – V obci zastavovaly autobusové linky jedoucí např. do těchto cílů: Kladno, Louny, Nové Strašecí, Rakovník, Tuchlovice, Vinařice.